# Françoise Gilot
Marie Françoise Gilot (Neuilly-sur-Seine, 26 novembre 1921 – New York, 6 giugno 2023) è stata una pittrice francese, compagna e musa di Pablo Picasso e poi moglie di Jonas Salk.

## Biografia
Era la figlia di Émile Gilot, chimico e fondatore di Parfums Gilot, e di Madeleine Renoult, pittrice d'acquarelli.
Aveva iniziato gli studi di diritto ma la passione per l'arte la portò al disegno e alla pittura, tracce dell'influenza della madre, un'acquarellista. Nel maggio 1943, incontrò in un ristorante a Parigi Pablo Picasso, allora amante di Dora Maar. Françoise aveva 21 anni e lui 61: dal 1944 al 1953 fu la compagna del pittore spagnolo. Dalla relazione nacquero due figli, Claude (1947-2023) e Paloma (1949). Durante il loro periodo di vita comune, Picasso la rappresentò nella figura Femme fleur del quadro Joie de vivre, dove appare solare e radiosa. Pablo presentò Françoise a Henri Matisse, il quale la ritrasse in un famoso quadro. Anche dopo la separazione da Picasso, lei continuò a dipingere senza sosta. 
Nel 1955 sposò l'artista Luc Simon. Ebbero una figlia, Aurelia, ma divorziarono nel 1962. Nel 1964 pubblicò Vivre avec Picasso, un libro relativamente intimo sulla loro vita in comune, che incontrò enorme successo e qualche critica. Il testo mandò in collera Picasso, che arriverà a rifiutare di rivedere i suoi figli. Nel 1969 conobbe lo scienziato Jonas Salk, che sposò l'anno seguente: i due rimasero uniti fino alla morte dell'uomo nel 1995. Morì ultracentenaria nel giugno del 2023. Il figlio Claude le sopravvisse solo due mesi.

## Libri
- Françoise Gilot e Carlton Lake, Vita con Picasso, traduzione di Garibaldo Marussi e Liana Marussi, Milano, Garzanti, 1965. - Torino, Umberto Allemandi, 1998; col titolo La mia vita con Picasso, Roma, Donzelli, 2016, ISBN 978-88-684-3432-8.